# Tadeusz Danilewicz
Tadeusz Danilewicz ps. „Kuba”, „Kossak”, „Doman”, „Łoziński” (ur. 21 września 1895 w Przedrzymichach Małych, zm. 21 listopada 1972 w Huddersfield) – major Wojska Polskiego, członek NOW i NSZ, komendant główny NZW.

## Życiorys
Był synem Józefa i Wiktorii z Buczków. W 1913, po ukończeniu C. K. Gimnazjum w Żółkwi, rozpoczął studia w Akademii Handlowej we Lwowie. Od września 1915, podczas I wojny światowej, służył w c. i k. 58 pułku piechoty. W lipcu 1916 ukończył Szkołę Oficerów Rezerwy i został instruktorem w batalionie zapasowym 58 pułku piechoty. We wrześniu tego roku rozpoczął naukę w Szkole Oficerskiej. W lutym 1917, po zakończeniu nauki, przydzielony został do batalionu marszowego w charakterze instruktora. W maju tego roku objął dowództwo plutonu, a następnie kompanii w 58 pułku piechoty.
W listopadzie 1918, podczas przedzierania się do Lwowa, zatrzymany został przez Ukraińców, ale udało mu się zbiec. Na początku grudnia tego roku ponownie zatrzymany i więziony w Kamionce Strumiłowej, Radziechowej, a od stycznia 1919 w Jazłowcu. Tam 7 czerwca został odbity przez żołnierzy polskich.
Po oswobodzeniu rozpoczął służbę w Wojsku Polskim. Początkowo przydzielony został do Stacji Zbornej Oficerów we Lwowie, a w lipcu objął dowództwo plutonu w 38 pułku piechoty Strzelców Lwowskich. W październiku 1919 przeniesiony został do batalionu zapasowego 47 pułku piechoty Strzelców Kresowych. W styczniu 1920, po ukończeniu kursu taktyki francuskiej w Nowym Dworze, powrócił do 47 pułku piechoty Strzelców Kresowych i objął dowództwo kompanii karabinów maszynowych. Walczył w wojnie z bolszewikami. W lipcu tego roku przeniesiony został na równorzędne stanowisko w 12 pułku piechoty. 2 września został ciężko ranny. W maju 1921 uznany został za niezdolnego do czynnej służby wojskowej. We wrześniu tego roku został bezterminowo urlopowany celem zakończenia studiów w Akademii Handlowej we Lwowie.
We wrześniu 1922 powołany został do czynnej służby i przydzielony do 6 pułku strzelców podhalańskich i wyznaczony na stanowisko dowódcy kompanii. We wrześniu 1923 zostały mu powierzone obowiązki oficera administracyjnego koszar. W styczniu 1925 wyznaczony został na stanowisko dowódcy plutonu pionierów. Z dniem 26 lutego tego roku przeniesiony został do Korpusu Ochrony Pogranicza. Dowodził kompanią w 13 batalionie granicznym oraz pełnił obowiązki adiutanta tego oddziału. W sierpniu tego roku przeniesiony został do sąsiedniego 14 batalionu granicznego na stanowisko oficera materiałowego. W grudniu 1927 objął dowództwo kompanii szkolnej 14 batalionu granicznego, a w sierpniu następnego roku powrócił do 13 Batalionu Granicznego na stanowisko dowódcy kompanii. W marcu 1931 przeniesiony został do 39 pułku piechoty Strzelców Lwowskich w Jarosławiu. Na stopień majora został mianowany ze starszeństwem z dniem 19 marca 1936 w korpusie oficerów piechoty. W tym samym roku został przeniesiony do 3 pułku piechoty Legionów w Jarosławiu na stanowisko dowódcy batalionu.
Na czele I batalionu walczył w kampanii wrześniowej 1939 r. Od 23 września uczestniczył w obronie Modlina, stojąc na czele IV batalionu w 32 pułku piechoty. 29 września, po kapitulacji twierdzy, dostał się do niewoli niemieckiej. Po niespełna miesiącu został zwolniony z niewoli i powrócił do Jarosławia. 
W konspiracji działał od listopada 1939, początkowo w Narodowo-Ludowej Organizacji Wojskowej, gdzie był oficerem sztabu Komendy Obwodu Jarosław. Od maja 1940 znalazł się w Narodowej Organizacji Wojskowej, w komendzie Okręgu Rzeszowskiego. Okresowo pełnił w niej funkcję szefa sztabu. W lipcu 1941 objął w Warszawie stanowisko zastępcy szefa Oddziału Organizacyjnego KG NOW, por. Augusta Michałowskiego ps. „Roman”. Nie podporządkował się decyzji Prezydium Zarządu Głównego SN o scaleniu NOW z AK i po rozłamie w NOW w lipcu 1942 i utworzeniu Narodowych Sił Zbrojnych został mianowany we wrześniu 1942 szefem Oddziału I Organizacyjnego KG NSZ. Od stycznia 1943 był jednocześnie szefem Wydziału Wojskowego w ZG SN. 7 marca 1944 został mianowany podpułkownikiem NSZ. Po scaleniu NSZ z AK od kwietnia 1944 był szefem sztabu KG NSZ (AK), w którym zgodnie z umowami zatwierdzono mu stopień podpułkownika. 23 maja tego roku został porwany na odprawie Komendy Okręgu Kielce NSZ (AK) przez bojówkę NSZ (ZJ), a następnie w tym samym dniu odbity przez oddział NSZ (AK). Brał udział w powstaniu warszawskim, przebywając na Północnym Śródmieściu. Po kapitulacji wyszedł z miasta razem z ludnością cywilną, mieszkając najpierw w Piotrkowie Trybunalskim, a następnie w Częstochowie. Od listopada 1944 do maja 1945 pełnił funkcję szefa sztabu Narodowego Zjednoczenia Wojskowego i jednocześnie członka Wydziału Wojskowego ZG SN. 1 czerwca 1945 został mianowany komendantem głównym NZW.
Zagrożony aresztowaniem przez UB, 17 grudnia 1945 przedostał się z Polski na Zachód. Co najmniej do 1948 mieszkał we Francji w Paryżu, a następnie przeniósł się do Wielkiej Brytanii. Był działaczem społecznym w Yorkshire.
Zmarł 21 listopada 1972 w Huddersfield, gdzie został pochowany.

## Ordery i odznaczenia
- Krzyż Srebrny Orderu Wojennego Virtuti Militari
- Krzyż Wielki Orderu Odrodzenia Polski (pośmiertnie, 17 lutego 2016)[4][5]
- Krzyż Walecznych (1921)[6]
- Srebrny Krzyż Zasługi (2 września 1929)[7]